# ドコモPHS
ドコモPHS（どこもぴーえいちえす）は、NTTドコモグループ（以下、単に「ドコモ」と表記する）がかつて日本国内で行っていたPHS事業を行う一部門・サービス、及びそれらの通称である。
2005年4月30日を以って新規契約受付を止め、2008年1月7日24時を以ってサービス自体を終了した。PHS事業者グループとしてはアステルグループに次ぐ事業の廃止となった。
ドコモに事業移行前についてはNTTパーソナルを確認の事。

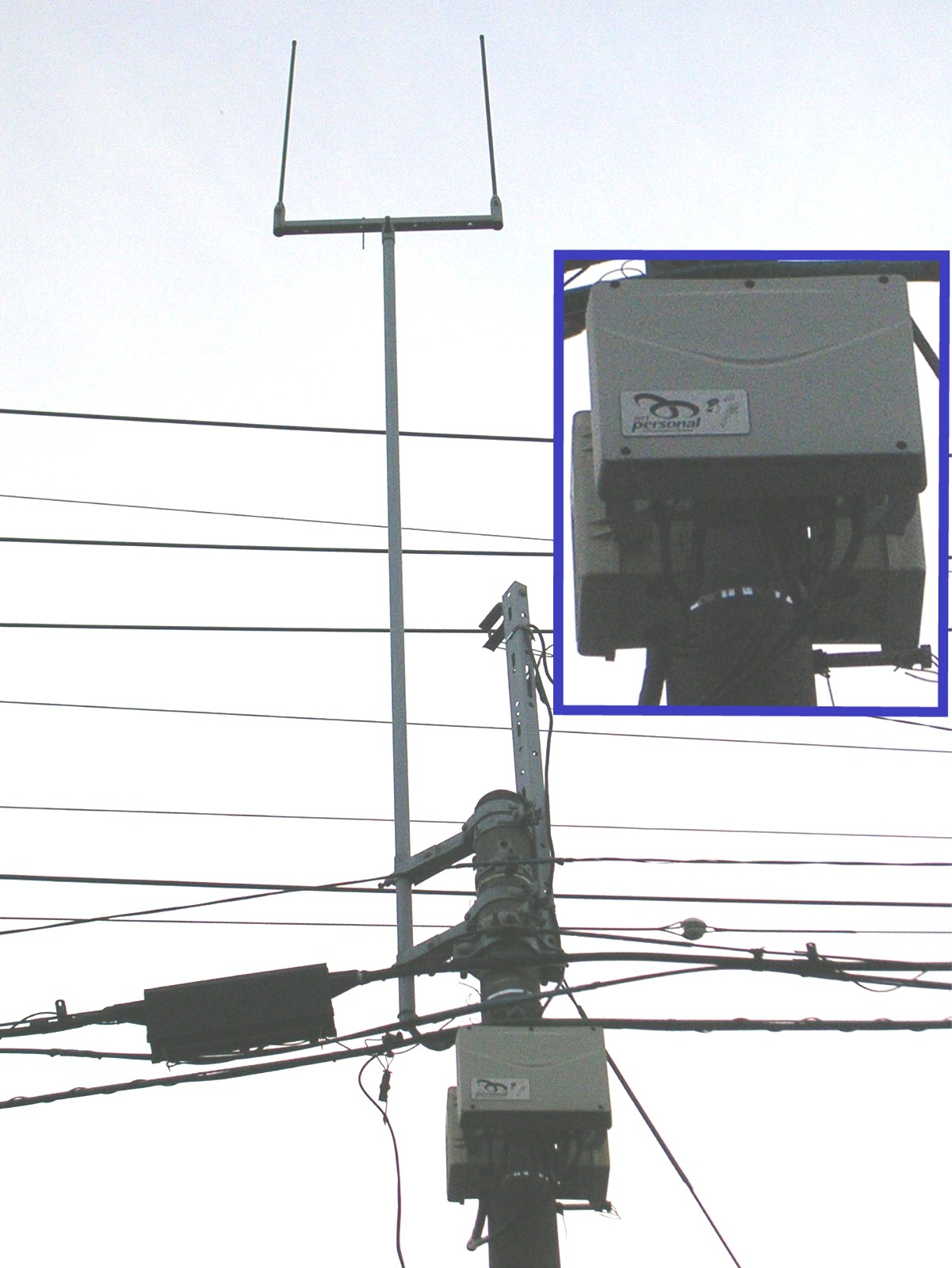
NTTパーソナル時代に設置された小型基地局

## 概要
NTTグループ内でPHS事業を担当していたNTTパーソナルは、携帯電話事業者との競争などで伸び悩み、慢性的な赤字を抱えていた。
抜本的な経営の見直しを行うため、1998年12月1日にNTTパーソナル各地域会社から、NTTグループ内で同じ移動体通信事業を行っていたNTTドコモグループ各地域会社にPHS事業の譲渡が行われた(その後、NTTパーソナル各社は解散・会社清算)。
NTTパーソナル時代にPHSを安価な携帯電話として販売を行った結果、多額な赤字や多くの解約者を出した反省を踏まえ、NTTドコモによるPHS事業はこれまで主要な事業だった音声通話に主眼を置くよりも、携帯電話事業と競合しないPHSならではのメリットを活かす戦略を採った。
PHS事業の譲受を受けた翌年1999年には、PDC方式携帯電話(mova)とPHSとの複合端末である「ドッチーモ(Doccimo)」を発表。PHSの補完として携帯電話を必要とする層の需要を狙った。
また、当時としては携帯電話よりも高速かつ安価だったデータ通信や位置情報端末、パッセージといわれるPHSを使った構内内線や家庭内内線などといった分野に力を入れていた。
また需要を喚起するため、NTTドコモの携帯電話ユーザーに「2台目としてPHSを」と、携帯電話とPHS2回線所持者に手厚いファミリー割引などの優待施策も行っていた。
また携帯情報端末 (PDA) が全盛期だったため、PCカード型・コンパクトフラッシュ型のデータ通信カードの拡販や、OSにWindows CEなどを搭載した自社ブランドのPDAもPHS回線契約とのセットを前提で販売なども行い、最盛期には2001年度末に192万契約を達成するなど、NTTパーソナルから1998年に譲受した際の契約数141万件と比較すると、一時期は収益を持ち直した時期もあった。
しかし、同じPHS事業で競合するDDIポケットが2001年6月より定額データ通信サービスである『Air H"サービス』を開始し、サービスの競争力が低下。
ドコモPHSでも同じく定額データ通信サービスである『@FreeD』を開始するものの、劣勢を挽回するまでには至らず。次第にユーザーの漸減傾向が続いていく。
そして、携帯電話市場の競争激化によるFOMAへの資本集中の必要性や、PHS設備の改良・高速化に多大な費用がかかる事から、2005年、サービス終了の方針が決定された。
なお、音楽配信対応やテレビ電話対応、腕時計型端末など、FOMAに比肩しうるユニークなサービスや端末も提供されていた。

## サービスの特徴

### データ通信
ドコモに経営移譲した翌年の1999年3月より、従来の32kbpsデータ通信サービス（PIAFS 1.0、実効速度29.2kbps）に加えて、PHS業者初の64kbpsデータ通信サービス（PIAFS 2.0、実効速度58.4kbps）を開始した。当時、固定回線はISDN全盛だったため、モバイルでも固定回線並みの速度が出せる64kbpsデータ通信は注目を集めた。しかし、DDIポケット（現・ウィルコム）が展開したような高出力基地局が元々少なく、64kbpsデータ通信には新たな基地局を必要としたため、32kbpsデータ通信しかできない地域が停波まで存在した。
また、P-link stationおよび64k対応ホームアンテナでは64kbpsデータ通信が可能だが、古いホームアンテナ経由では32kbpsデータ通信しか利用できなかった。
PHSの1回線は32kbpsであるため、64kbpsの通信は2回線分を束ねることで行っている。そのため、電波状況の悪化やハンドオーバー先の基地局の状況により64kbpsを維持できなくなった場合に問題が生じる。
ドコモPHSでは、64kbpsを維持できない場合には回線を切断していた。これを、64kbpsを保証するという意味で「ギャランティ方式」という（PIAFS2.0）。一方、ウィルコムでは、64kbpsを維持できなくなると32kbpsに落として回線を維持する。これを「ベストエフォート方式」という（PIAFS2.1）。ギャランティ方式は、電波状況やハンドオーバー性能で劣るとされるドコモPHSにとって不利な方式であり、一部の利用者からの不満の声もみられた。
さらに、基地局の遠隔バージョンアップができないことから、定額データ通信の開始がウィルコムよりも遅れたが、NTT東日本・NTT西日本のISDN回線利用料の割引がはじまったことで、2002年4月に準定額コース「P-p@c」を開始。さらにドーマント方式（端末側での回線未使用時に通信を休止させる機構）を付けて、2003年4月には完全定額データ通信「@FreeD」が実現した。
@FreeDは基本的に従来の64kbpsデータ通信と同じ方式だったため、本質的には同方式と同様の問題を抱えていた。しかし、競合相手のAIR-EDGEのパケット方式と比べた場合、ドコモPHSではパケット方式は提供しておらず全て回線交換だったため、回線がつながっている限りデータの詰まりが起きず速度も安定しており快適との評価もあった。

### 音声通話
「@FreeD」が開始以降は、ドコモPHSの事業方針としてデータ通信に特化するとされたため、音声通話サービスでは目立った動きは起こらなかった。
なおドコモへの移管後も年2種類程度の新機種が発売されていたが、音声端末は2003年の「WRISTOMO（リストモ）」が最終機種となった。

### サービス
NTTパーソナル時代より、メールサービスとしてパルディオEメールサービスを行っていた。当初はパソコン利用のみだったが、1999年以降は対応端末も発売。送信文字数はmovaのiモードメールを上回っていた。
FOMAサービス先駆けて、マルチメディアサービスM-stageを行っていた。音楽配信サービスのM-stage music、動画配信サービスのM-stage visual、電子書籍配信サービスのM-Stage book等などである。

## 事業終了
「ドコモがPHS事業撤退を検討中」との報道記事が2005年2月17日に日本経済新聞等に掲載。ドコモは一旦は撤退を否定する。しかし、2月28日には撤退を検討中と発表した。
その後、@FreeDを含めて、新規契約の受付を2005年4月30日をもって終了。2006年1月26日に、「2007年第3四半期を目途にサービス自体を終了する」と発表した。そして、2007年4月27日にサービス終了日を2008年1月7日とすることが発表され、当日の24時にサービス終了した。

### ユーザーの携帯電話への移行策
2005年3月、ドコモPHSユーザーに対して、FOMA及びmovaへの移行策が示され、翌4月よりドコモの携帯電話への誘導がはじまった。特記以外は、2005年3月にドコモより示された移行策である。
- DoCoMoショップにおいて、ドコモPHSの契約者がPHS解約と同時にドコモの携帯電話を新規契約する場合、携帯電話の新規契約事務手数料を無料とする。
- PHSでの契約期間をドコモの携帯電話へ引き継ぐ。
- ドコモPHSの契約者に送付されたチケットを利用する事で、FOMAの音声端末で最大20,000円、mova及びFOMAのデータ端末で最大10,000円を値引きする。ただし、端末代金以上の値引き優遇はない。

その後、サービス終了時期を明示した2007年4月27日の発表で、下記の施策が新たに加えられた。
- FOMA・mova全機種の代金を無料とする。
- ドコモPHSの過去1年間の利用額に応じたドコモポイントをプレゼント。
- 番号えらべるサービスを無料で使える。
- 2007年10月頃に@FreeDを代替するサービスを用意。FOMAハイスピード（HSDPA）端末をパソコン等に接続し最高速度64kbpsを月額4,200円で利用できるパケット通信定額料金プラン[3]。

また、その時の会見で引き続きPHSを使いたいユーザーに関して、ウィルコムに案内することを検討していると発表された。
しかし、ドコモの携帯電話へ移行する際、以下の問題は避けられなかった。
- PHSは番号ポータビリティの対象外のため、メールアドレスだけでなく電話番号も変わらざるを得ない。
- 携帯電話契約になることで、月額料金及び機種変更や買い増し時の端末等のコスト（TCO）が上昇。
- 完全代替出来ない料金プランやサービスが存在する。
- データ通信端末の場合は、P-inデータカードに比べFOMAハイスピードデータカードの対応PDAが殆ど無かった。

以上の点より、移行がスムーズに行くかどうかの問題もあった。

### ウィルコムへの移行策
2007年8月6日の発表で、ウィルコムへの移行が2007年9月1日より可能になることが発表された。この移行の際には、下記の優遇措置がとられた。同年12月10日をもって終了。
- ウィルコム加入時の事務手数料（税込2,835円）が無料
- ドコモでのPHS契約年数をウィルコムの長期割引（一部料金プランを除く）でも適用
上記2つは2005年10月5日から2008年1月31日までウィルコムで実施されている「PHSはウィルコムにおまかせください！」キャンペーンと同じ内容。
- 対象の電話機・データ通信カード5機種が無料提供
- ドコモで使用している電話番号の引き継ぎ（番号移転は2008年1月のサービス停止後に実施された。ウィルコムで使用できないために引き継ぎできない番号もあった。）

### 廃止後の対応
- ドコモ公式サイトにおいては、2008年1月8日を以って、PHSに関連したサービス、製品情報、ソフトウェアのダウンロードのコンテンツが削除された。
- PHS本体の販売は2008年1月7日に終了したが、PHS固有の機能である「自営モード」における活用のため、故障修理受付および電池パック・アダプタなどの販売については本体の製造終了より6～7年間程度は販売を継続する予定。
- 電池パック・アダプタ等で、在庫が無いものについては既に販売していない。（2010年7月現在）

## 沿革
- 1998年12月：ドコモに経営移譲、331-IIシリーズ（NTTパーソナル時代に発売された機種のドコモブランドリモデル）、332S、333P発売
- 1999年1月：611S発売、64kbpsデータ通信試験サービス開始
- 1999年3月：64kbpsデータ通信サービス開始
- 1999年7月：Mobile Card P-in発売
- 1999年8月：Eメールパルディオ621S、622S発売
- 2000年4月：パルディオ テラ623N、623P発売
- 2000年6月：P-in Comp@ct発売
- 2001年1月：Picwalk P711m発売
- 2001年2月：ブラウザホン641Ss、641Sf発売
- 2001年4月：Picwalk SH712m発売
- 2001年4月：P-in m@ster発売
- 2001年10月：ブラウザホン641P発売
- 2001年12月：ブラウザホン633S発売
- 2002年2月：ブラウザホン642S、P-in memory発売
- 2002年4月：P-p@cサービス開始
- 2002年6月：ブラウザホン641PII発売
- 2002年7月：Lookwalk P751v発売
- 2003年4月：@FreeDサービス開始。P-in Free 1S、P-in Free 1P、WRISTOMO発売
- 2003年7月：P-in Free 2PWL発売
- 2005年4月：新規契約受付を終了。
- 2008年1月7日24時、サービス終了、停波。PHSの顧客だった人達にはFOMAを中心としたドコモの携帯電話への変更を引き続き案内している。

## 通信端末

### 音声端末

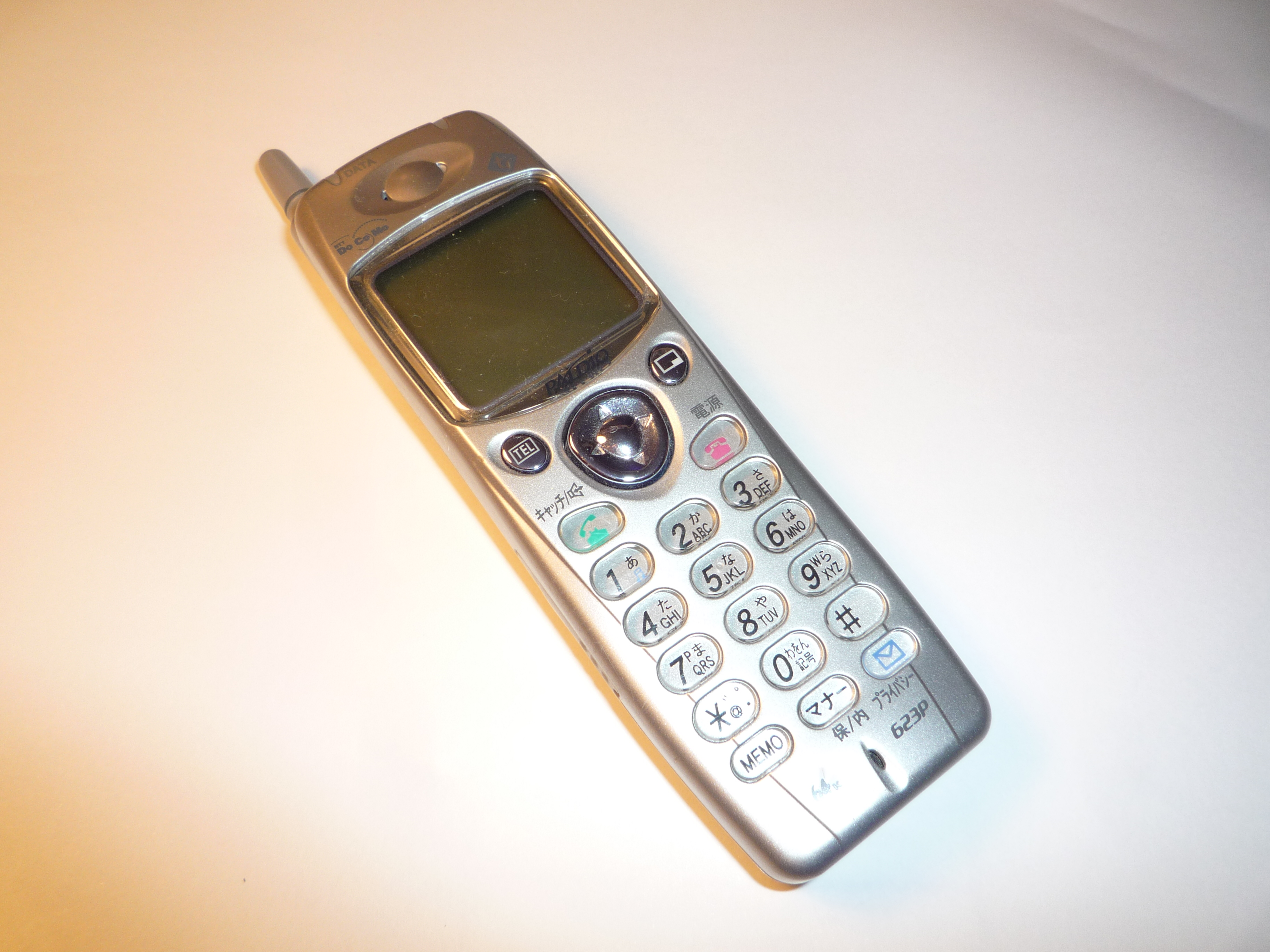
623P

従来より「パルディオ」（Paldio）のブランド名で展開してきたが、cHTMLブラウザが搭載されるようになってからは「ブラウザホン」（browserphone）というブランドに移行した。
PDCとの複合端末である「ドッチーモ」（Doccimo）はmovaの項目を参照のこと。
331S-II
NTTパーソナル端末のドコモブランドによるリモデル
331P-II
NTTパーソナル端末のドコモブランドによるリモデル
331T-II
NTTパーソナル端末のドコモブランドによるリモデル
331N-II
NTTパーソナル端末のドコモブランドによるリモデル
332S
331S-IIのストレート版
333P
薄型のフリップ端末として登場。
551S-II
NTTパーソナル端末のドコモブランドによるリモデル。一部地域では未発売。
611S
パルディオ611Sを参照の事。
621S、622S
「Eメールパルディオ」の愛称がある。64kbps対応で、ドコモPHSでは初の、端末のみでEメール可能な機種。622Sがストレートタイプ。621Sはフリップタイプ。

623N、623P
「パルディオ テラ」の愛称がある。ハンドオーバーを高速化するクイックリンク機能をウィルコム（当時DDIポケット）やアステルに続き搭載することで、移動時に基地局の切り替えがスムーズにできるようになった。
631S
622Sをベースとした端末。「ここだけプラン98」（通話先3カ所限定）契約に対応させた機種である。後述する642Sとともに現行機種。
632P
子機の利用が可能な「P-link」機能に対応した唯一の音声端末。P-in Comp@ctなどの白ロムをこの機種の子機とすることで、ひとつの契約で音声端末と無線ダイヤルアップを利用するというBluetoothのような使い方も可能。コアなモバイルユーザーに人気があった。
641Ss、641Sf
ブラウザホン641Sを参照の事。
641P、641P-II
登場時期が遅く、また性能的に以前の機種と大きく変わらなかったのであまり人気が出なかった。641P-IIの場合は、東北など、発売されていない地域もある。
642S
ブラウザホン642Sを参照の事。
633S
ブラウザホン633Sを参照の事。
Picwalk SH712m

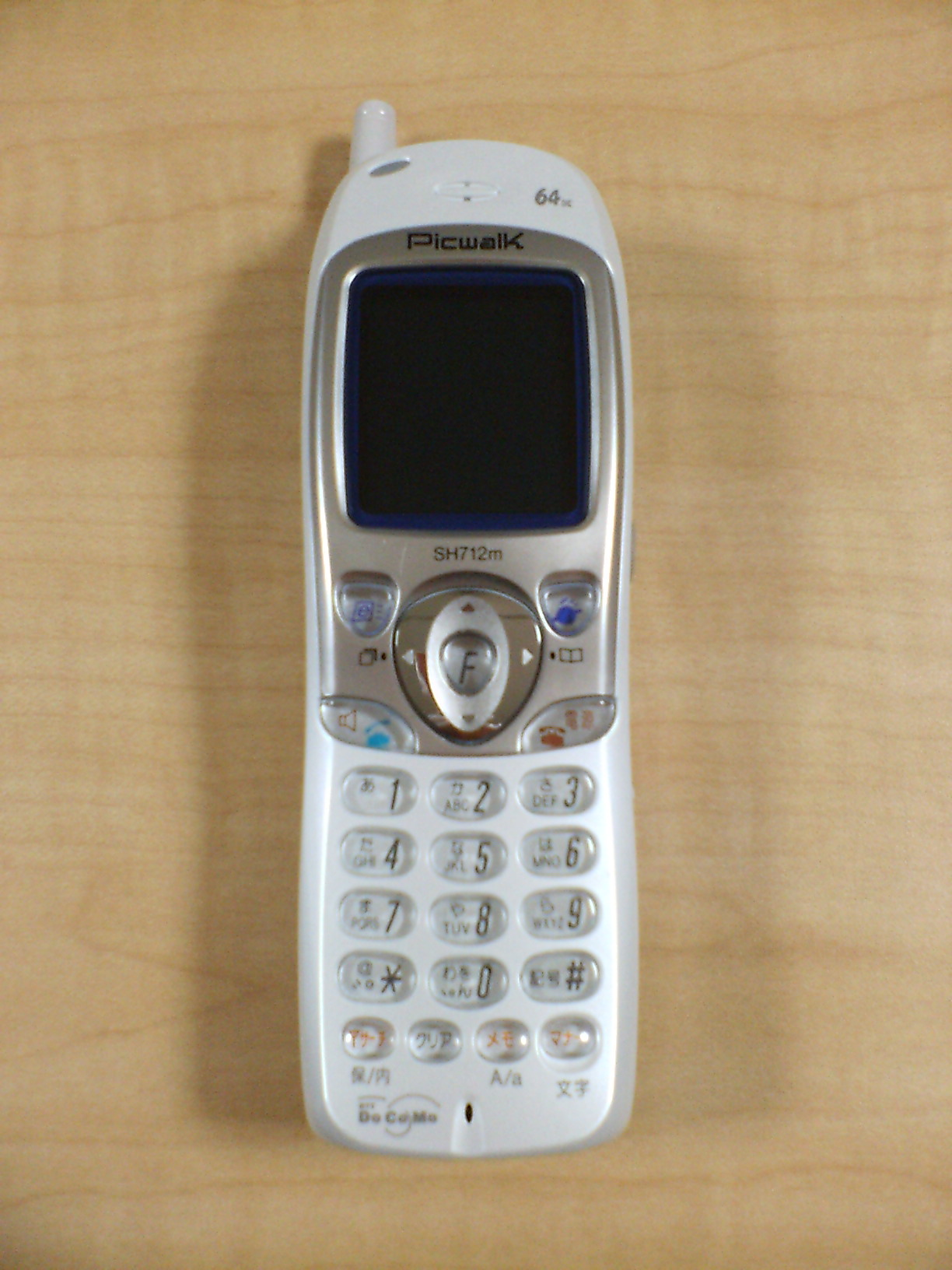
SH712m

音楽配信サービスM-stage music対応端末第2弾（第1弾は後述のP711m）。メモリースティック搭載。641Ssの背面をメモリースティックスロット分だけ厚くしたような端末。
Lookwalk P751v
Lookwalk P751vを参照の事。
WRISTOMO（リストモ）
WRISTOMOを参照の事。
上記歴代機種において、ドコモが展開したPHSエリアを利用する「公衆モード」以外に次の通話モードも一貫して提供された。
- ホームステーションモード（固定電話の子機になるモード）
- オフィスステーションモード（オフィスの内線電話になるモード）
- トランシーバモード（上記ホームステーション/オフィスステーションモード登録子機間を親機不要で短距離通話を可能とする）

これは、PHS規格が本来持っていた多目的な設計思想を堅持したものであり、ドコモPHS音声端末の特徴である。

### データ通信端末

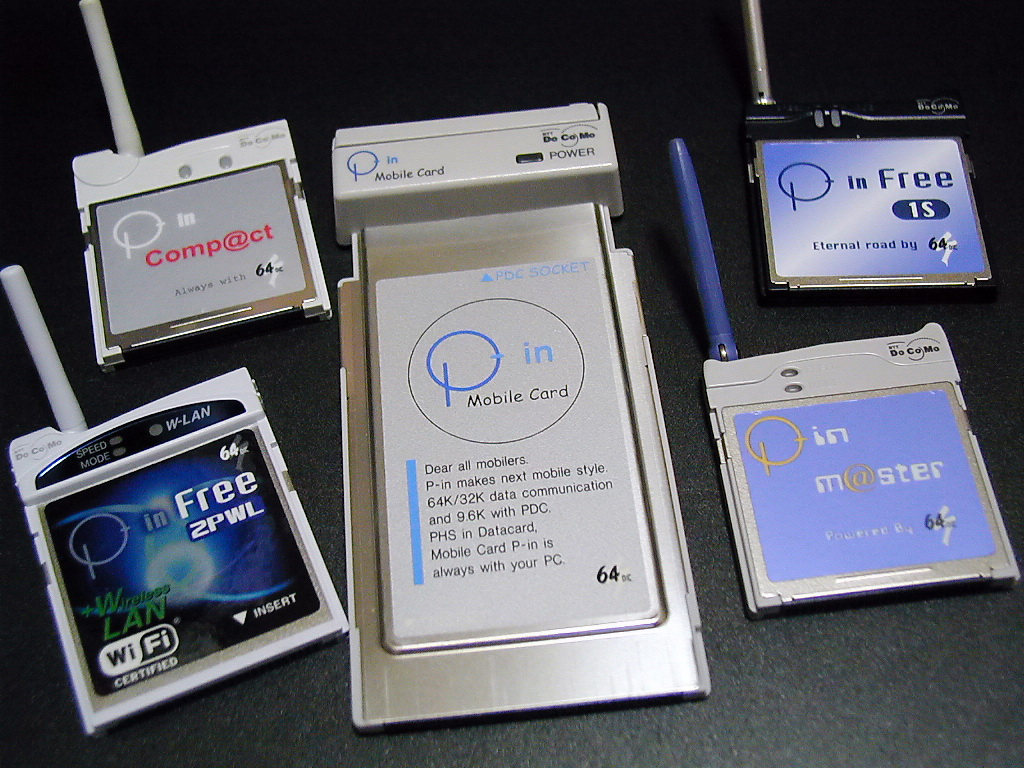
中央:Mobile Card P-in
左上:P-in Comp@ct
右下:P-in m@ster
右上:P-in Free 1S
左下:P-in Free 2PWL

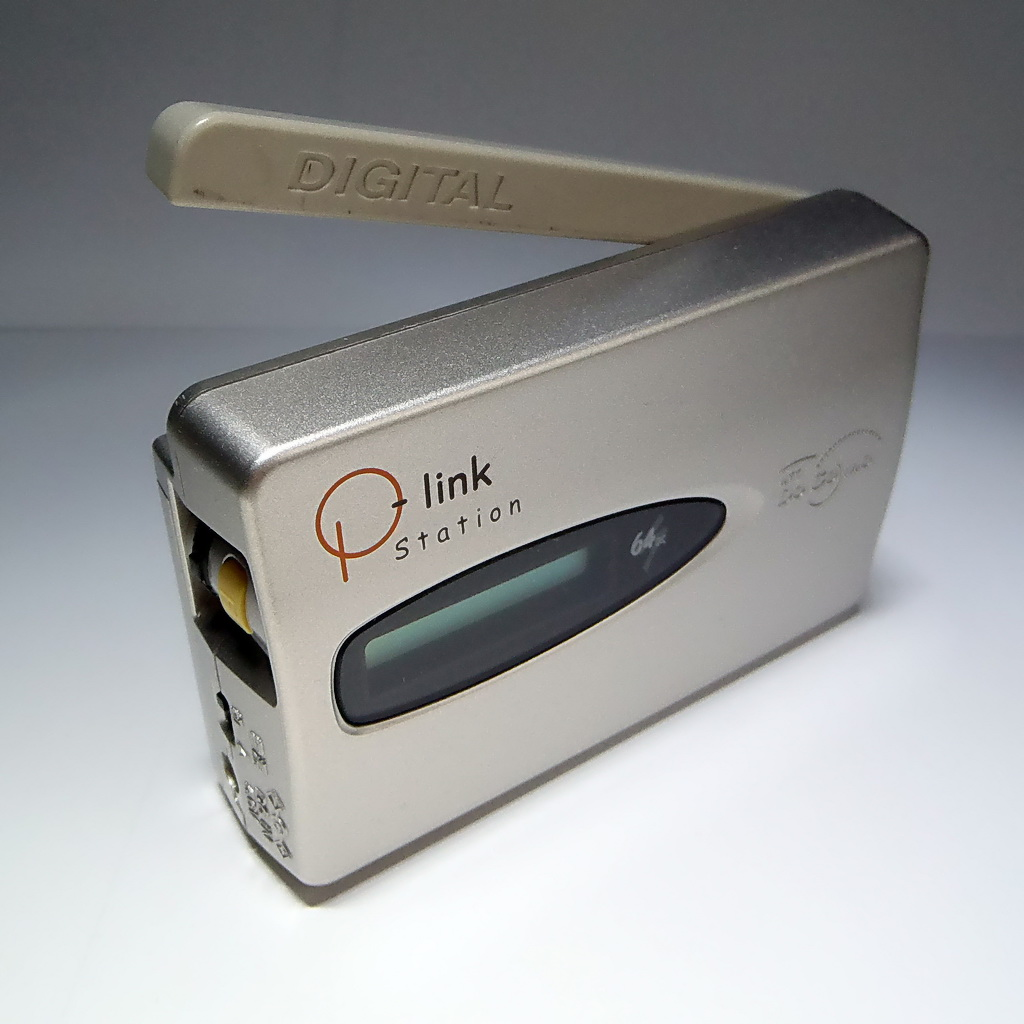
P-link station

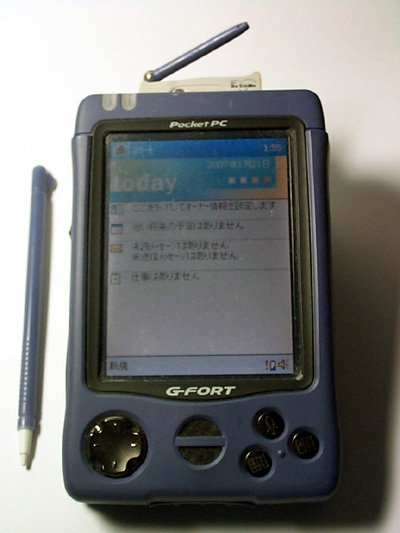
G-FORT・ カシオ製 2000年

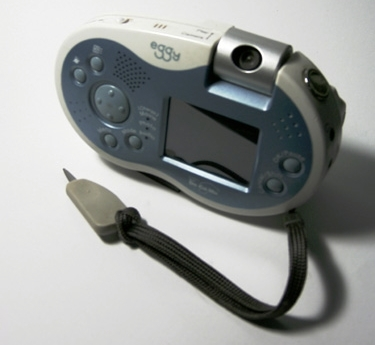
eggy・ シャープ製 2000年

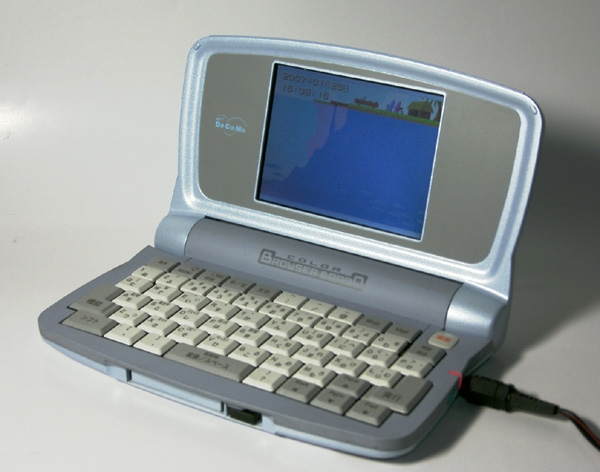
カラーブラウザボード・ シチズン製 2001年

Mobile Card P-in
初めて発売されたデータ通信端末。PCカードType IIサイズ。
P-in Comp@ct
CFカードType IIサイズ。それ以外の機能はP-inと同じ。
P-in m@ster
携帯電話と接続して通信することができる。イヤホンマイク接続のためのアダプタの接続により、パソコンやPDA経由で音声通話も可能。また、5Vに対応。それ以外の機能はP-in Comp@ctと同じ。
P-in memory
16MBのフラッシュメモリーを搭載。CFカードType Iサイズ。それ以外の機能はP-in Comp@ctと同じ。
P-in Free 1S
@FreeD対応端末。それ以外の機能はP-in m@sterと同じ。
P-in Free 1P
@FreeD対応端末。CFカードType Iサイズ。ホームステーション/オフィスステーションには未対応。それ以外の機能はP-in Comp@ctと同じ。
P-in Free 2PWL
@FreeD対応端末。CFカードType IIサイズ。無線LAN対応。それ以外の機能はP-in Free 1Pと同じ。
Picwalk P711m
M-stage music対応端末第1弾。SDカードスロット搭載。音声通話機能はなく（データ通信は可能）、音楽のダウンロードと再生に特化している。そのため数字キーはなく、音楽プレイヤーにアンテナがついたような独特の形状。

### オプション製品
NTTパーソナル時代の製品は除く。
ホームアンテナ HA-3S
電波を中継し電波が届きにくい屋内でも利用を可能にする。電波の弱さをカバーするため、貸与と称し実質無料配布されていたケースが多い。
P-link station
基本的にはホームアンテナだが、632Pと同様、P-link機能の親機となることができる（P-link stationでPHS回線契約を行い、契約のない白ロム端末を子機として登録する）。
ホームステーション 903U-II
固定電話機とモジュラージャックの間に設置し、固定電話の子機としてPHSを使えるようにする（ホームステーションモード）。機種変更・解約済みのPHS端末（白ロム）も子機として使い続けることができる。一部の固定電話機やISDNターミナルアダプタにも同様の機能を持つものがある。
パルディオデータカード DC-6S
64kbps対応データカード。付属ケーブルの違いにより「for PALDIO」と「for Doccimo」がある。
Mobile Card Duo
PHS(64kbps)、PDC(9600bps)に対応したデータカード。
Mobile Card Triplex N
PHS、PDC、DoPaに対応したデータカード。
また、CF型データ通信カードとの接続を想定したユニークなモバイル端末も多数提供された。
シグマリオン、シグマリオンII、シグマリオンIII
NEC製のHandheld PC端末。無印はHandheld PC Pro（3.0）、IIはHandheld PC 2000。ともにゼロハリバートンデザインの筐体が特徴。IIIはWindows CE .NET 4.1ベースの独自プラットフォームで、CFとSDカードのダブルスロット。
G-FORT、muséa（ミュゼア）
カシオ製のPocket PC端末。G-FORTはPocket PC（2000）、muséaはPocket PC 2002。
eggy（エッギィ）
シャープ製。ひょうたん型の動画対応デジタルカメラ。P-in Comp@ctなどを接続してウェブブラウズや画像の送信、映像配信サービスM-stage visualの利用が可能。タッチパネルを採用。
ブラウザボード、カラーブラウザボード
メール・ウェブ専用端末。前者はシャープのコミュニケーションパルのOEM。
シグマリオンIII以外の端末は、拡張スロットがCFスロット1つしかなく、データ通信カードとメモリカードを併用することができないため、それを補うためにP-in memoryが存在した。

## 料金プラン
以下は全て廃止時点のものである。

### 音声通話コース
特殊なプランは省略。下記いずれのプランでも64kbpsデータ通信が可能。
電力系通信事業者（旧パワードコムから引き継いだもののみ、フュージョン・コミュニケーションズ回線を含む）のISDN・ベライゾン ジャパン宛（2006年12月19日までは独自網アステルも対象となっていた）に通話する場合は、通常のアクセスチャージ（10.5円）分を含め21円が1通話に加算される。
なお、プラン135は本来、アクセスチャージは加算されないが、上記事業者宛に通話した場合は、アクセスチャージとして別途21円が1通話に加算される。
プラン270月額2,700円（税込2,835円）。無料分なし。
ドコモPHSの基準となるプラン。
おはなしプラスL月額4,200円（税込4,410円）。無料分2,200円分。音声通話、データ通信料金はプラン270と同等。
プラン198月額1,980円（税込2,079円）。無料分なし。音声通話、データ通信料金はプラン270の1.5倍。
プラン198デイライト月額1,980円（税込2,079円）。無料分無し。音声通話、データ通信料金は昼間はプラン270と同等、夜間は2倍。
おはなしプラス月額1,980円（税込2,079円）。無料分1,000円分。音声通話、データ通信料金はプラン270の2.5倍。
プラン135月額1,350円（税込1,417.5円）。無料分なし。音声通話、データ通信料金は18秒10円固定。
通常の音声通話が可能なプランとしては基本料金がもっとも安く、愛用者も多い。ドコモ携帯電話とのファミリー割引を目的に、このプランで契約して死蔵している人も多かった。データ通信はmoperaを使ったほうが安い。
データプラス月額1,980円（税込2,079円）。1,000円分の無料通話分付き。音声通話料金はプラン270の3倍、データ通信料金は同等。
ここだけプラン98　月額980円（税込1,029円）。通話先を3箇所に限定したプラン。利用には、631Sが必須。通話・通信料金はプラン270と同じ。

### データ通信コース
@FreeDアットフリードを参照。

### オプションプラン
データ通信向けのオプション。
データ料金プランF55時間まで通信可能。月額1,900円（税込1,995円）。プラン270のオプション。
P-p@c1010時間まで通信可能。月額2,500円（税込2,625円）。データプラスのオプション。
P-p@c2020時間まで通信可能。月額3,200円（税込3,360円）。データプラスのオプション。
mopera（旧パルディオネットサーフィン）申し込み不要、ISP不要、全国共通番号のダイヤルアップ接続サービス。60秒15円。